# Proceedings of the Linnean Society of London
Proceedings of the Linnean Society of London (abreviado Proc. Linn. Soc. London) fue una revista con descripciones botánicas que fue editada en Londres por la Linnean Society of London. Se publicaron desde 1839 ahora 1898. 